# Marta Bassino
Marta Bassino (Cuneo, 27 febbraio 1996) è una sciatrice alpina italiana, vincitrice di due titoli iridati (nello slalom parallelo a Cortina d'Ampezzo 2021 e nel supergigante a Courchevel/Méribel 2023) e della Coppa del Mondo di slalom gigante nel 2021.

## Biografia

### Infanzia ed esordio nell'agonismo
Originaria di Borgo San Dalmazzo, Marta Bassino è stata avviata allo sci alpino all'età di due anni dal padre, maestro di sci e suo allenatore fino all'età di 14 anni, è cresciuta sportivamente nelle file dello Sci Club Lurisia (dal 2001 al 2003), poi dal 2003 al 2013 nello Sci Club Val Vermenagna e successivamente nella squadra del comitato piemontese FISI Alpi Occidentali. Tra i suoi primi risultati di rilievo, nelle edizioni 2009 e 2011 del trofeo Topolino, la vittoria nello slalom gigante per la categoria ragazze e il 6º posto nella categoria allieve.

### Stagioni 2011-2013
Ha esordito nelle competizioni della Federazione Internazionale Sci nel dicembre 2011 in una doppia gara FIS a Moso in Passiria, piazzandosi 19ª in slalom gigante e non concludendo lo slalom speciale. Il 14 febbraio 2012 ha esordito in Coppa Europa, partecipando al supergigante di Sella Nevea, che ha chiuso al 43º posto.
Nella stagione 2012-13 ha ottenuto i primi punti (in totale 43) in Coppa Europa, piazzandosi 12ª e 16ª nelle due discese libere di Sankt Anton am Arlberg e 25ª nel supergigante di Sella Nevea; nella classifica generale è risultata al 106º posto. A febbraio 2013 ha preso parte ai Mondiali juniores del Québec, piazzandosi 6ª nella discesa libera e non concludendo le gare di supergigante e di slalom gigante. A marzo 2013 è stata arruolata nel Centro Sportivo Esercito, col grado di caporale VFP4.

### Stagioni 2014-2015

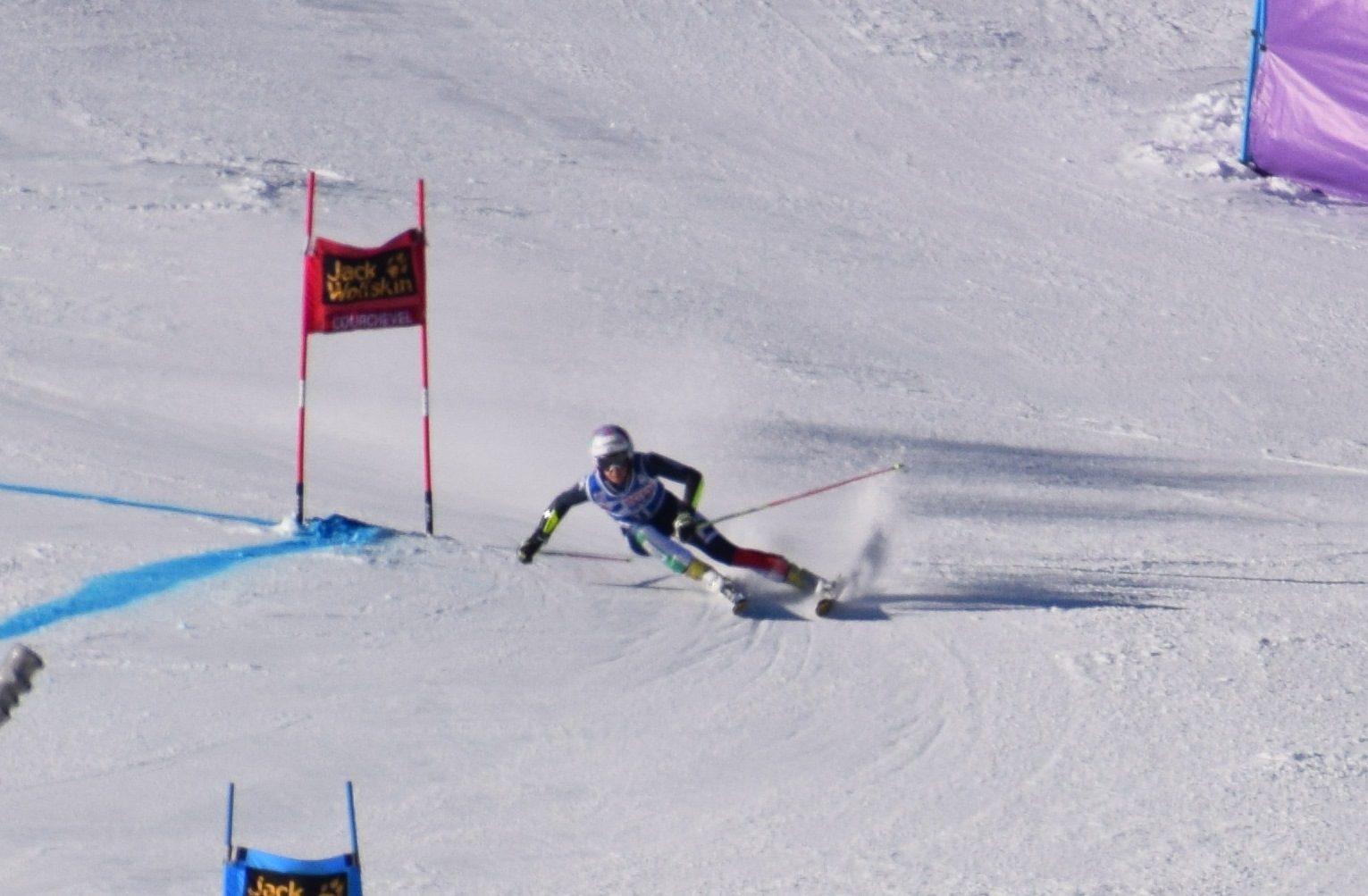
Bassino impegnata in slalom gigante a Courchevel nel 2015

Nella stagione 2013-2014 in Coppa Europa ha conquistato i primi successi in campo internazionale: il 27 gennaio 2014 ha vinto lo slalom gigante di Sestriere. Poi ha ottenuto altri cinque piazzamenti tra le prime dieci, sempre in slalom gigante; in totale ha conquistato 377 punti, chiudendo al 17º posto la classifica generale e al 4º quella di slalom gigante. Nel mese successivo ha vinto la medaglia d'oro nello slalom gigante e si è piazzata 17ª nel supergigante ai Mondiali juniores di Jasná. A seguito di tali risultati è stata convocata per la prima volta nella squadra italiana di Coppa del Mondo, esordendo nello slalom gigante delle finali della stagione 2013-2014 a Lenzerheide (19º posto). Nel corso della stagione ha conquistato il suo primo titolo nazionale assoluto, in slalom gigante a Livigno.
Nel 2014-2015 è entrata a far parte della nazionale B, partecipando a otto tappe di Coppa del Mondo; il miglior risultato è stato il 6º posto nello slalom gigante di Åre, grazie al quale si è qualificata per le finali di Coppa del Mondo a Méribel (10º posto nello slalom gigante dopo aver terminato 4ª la prima manche). Convocata per i Mondiali di Vail/Beaver Creek 2015, ha chiuso all'8º posto la prima manche dello slalom gigante, ma non è riuscita a concludere la seconda. Ai Mondiali juniores di Hafjell dello stesso anno si è piazzata 7ª nel supergigante, 25ª nello slalom speciale, 12ª nella combinata e non ha concluso lo slalom gigante.

### Stagioni 2016-2020
Stabilmente inserita nella selezione nazionale di Coppa del Mondo, nella stagione 2015-2016 ha ottenuto vari piazzamenti a punti in discesa libera, slalom gigante e combinata (il miglior risultato è stato il 5º posto nello slalom gigante di Jasná). A fine stagione è risultata 45ª in graduatoria generale e 13ª in quella di slalom gigante (rispettivamente con 193 e 178 punti). Il 22 ottobre 2016 ha ottenuto a Sölden il suo primo podio in Coppa del Mondo, classificandosi 3ª nello slalom gigante vinto dalla svizzera Lara Gut; nel prosieguo della stagione ha replicato il medesimo risultato negli slalom giganti di Plan de Corones e di Aspen, piazzandosi con regolarità tra le prime 5 posizioni. È riuscita ad andare a punti anche in supergigante e combinata. A fine stagione è risultata 18ª in classifica generale e 6ª in quella di slalom gigante, vincendo inoltre il premio come miglior giovane della graduatoria.
Ai Mondiali di Sankt Moritz 2017 è giunta 11ª nello slalom gigante e 17ª nella combinata; l'anno dopo ai XXIII Giochi olimpici invernali di Pyeongchang 2018, sua prima presenza olimpica, si è classificata 5ª nello slalom gigante, 10ª nella combinata e non ha completato lo slalom speciale. L'anno dopo ai Mondiali di Åre ha vinto la medaglia di bronzo nella gara a squadre (partecipando come riserva) ed è stata 13ª nello slalom gigante e 13ª nella combinata; il 30 novembre ha conquistato a Killington in slalom gigante la sua prima vittoria in Coppa del Mondo. Con i secondi posti ottenuti il 25 (discesa libera) e 26 (supergigante) gennaio 2020 a Bansko, nonché il terzo posto in parallelo del 19 gennaio a Sestriere, è diventata la prima sciatrice italiana a salire sul podio in cinque diverse specialità. A fine stagione si è classificata 5ª in classifica generale.

### Stagioni 2021-2025

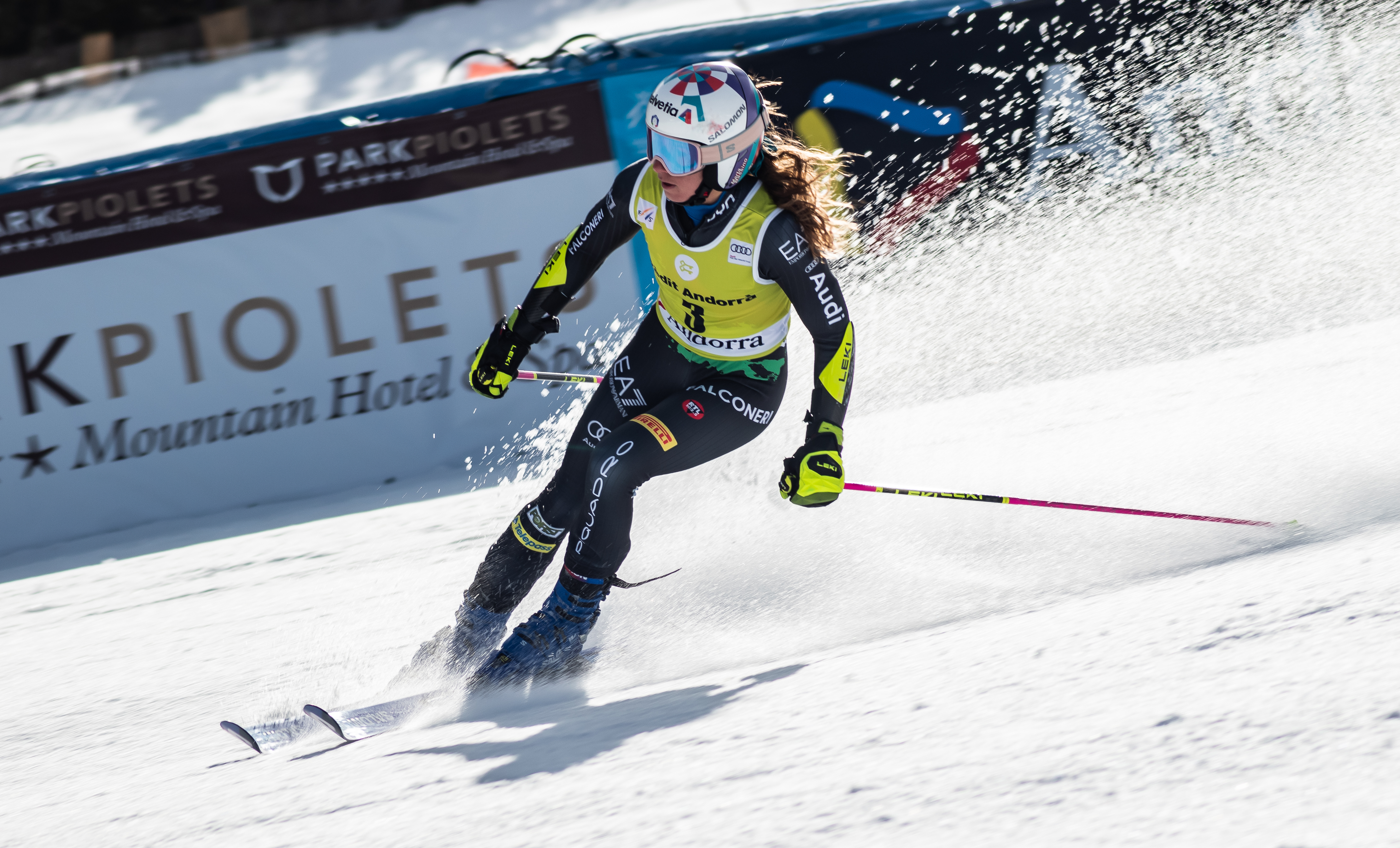
Bassino al termine dello slalom gigante di Grandvalira nel 2023

Ai Mondiali di Cortina d'Ampezzo 2021 ha vinto la medaglia d'oro nello slalom parallelo ex aequo con l'austriaca Katharina Liensberger e si è piazzata 11ª nel supergigante, 13ª nello slalom gigante e 6ª nella combinata. Nella stessa stagione ha conquistato la Coppa del Mondo di slalom gigante, con 126 punti di vantaggio su Mikaela Shiffrin, ed è stata 6ª nella classifica generale, con 4 vittorie e due podi. L'anno dopo ai XXIV Giochi olimpici invernali di Pechino 2022 è stata 17ª nel supergigante, 8ª nella gara a squadre e non ha completato lo slalom gigante e la combinata.
Ai Mondiali di Courchevel/Méribel 2023 ha vinto la medaglia d'oro nel supergigante; si è inoltre classificata 5ª nello slalom gigante e 11ª nel parallelo, mentre non ha completato la combinata. Nella successiva rassegna iridata di Saalbach-Hinterglemm 2025 si è piazzata 16ª nel supergigante e non ha completato lo slalom gigante.

## Caratteristiche tecniche
Atleta dal fisico minuto e longilineo, adotta una sciata scorrevole, caratterizzata da continuità di movimento, larga base d'appoggio e capacità di mantenere alta velocità anche in fase di curva. Tecnicamente polivalente, è specialista dello slalom gigante ed è competitiva ad alto livello anche nelle discipline veloci (discesa libera e supergigante, dove riesce ad essere particolarmente efficace nei tracciati tecnici piuttosto che in quelli all'insegna della scorrevolezza pura).

## Palmarès

### Mondiali
- 3 medaglie:

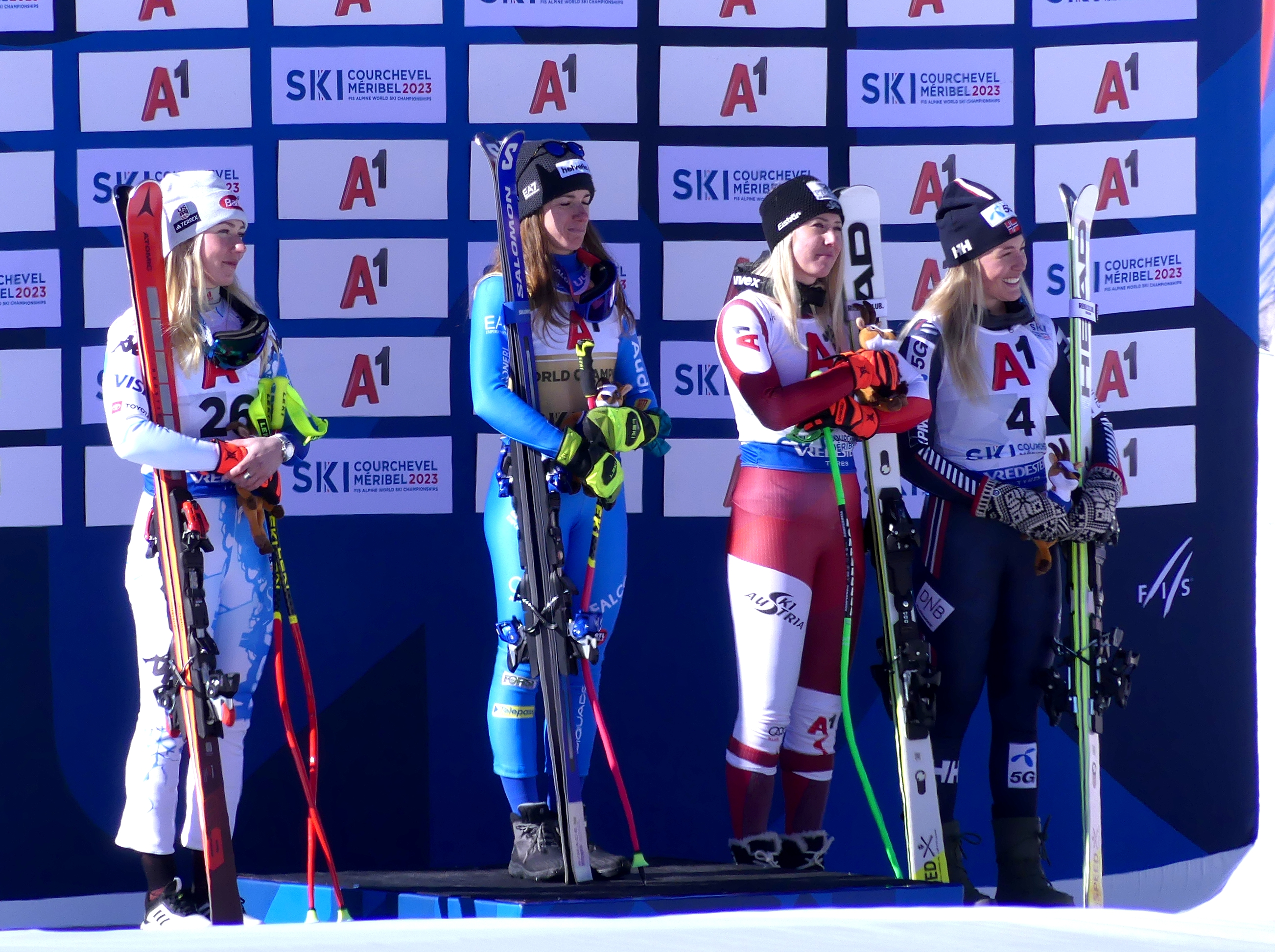
Bassino sul gradino più alto del podio a Méribel, dopo la vittoria in supergigante ai campionati mondiali di sci alpino 2023

  - 2 ori (slalom parallelo a Cortina d'Ampezzo 2021; supergigante a Courchevel/Méribel 2023)
  - 1 bronzo (gara a squadre a Åre 2019)

### Mondiali juniores
- 1 medaglia:
  - 1 oro (slalom gigante a Jasná 2014)

### Coppa del Mondo
- Miglior piazzamento in classifica generale: 5ª nel 2020
- Vincitrice della Coppa del Mondo di slalom gigante nel 2021
- 30 podi:
  - 7 vittorie
  - 9 secondi posti
  - 14 terzi posti

#### Coppa del Mondo - vittorie
| Data             | Località      | Paese       | Specialità |
| ---------------- | ------------- | ----------- | ---------- |
| 30 novembre 2019 | Killington    | Stati Uniti | GS         |
| 17 ottobre 2020  | Sölden        | Austria     | GS         |
| 12 dicembre 2020 | Courchevel    | Francia     | GS         |
| 16 gennaio 2021  | Kranjska Gora | Slovenia    | GS         |
| 17 gennaio 2021  | Kranjska Gora | Slovenia    | GS         |
| 10 dicembre 2022 | Sestriere     | Italia      | GS         |
| 17 febbraio 2024 | Crans-Montana | Svizzera    | DH         |

Legenda:

DH = discesa libera

GS = slalom gigante

### Coppa Europa
- Miglior piazzamento in classifica generale: 17ª nel 2014
- 2 podi:
  - 1 vittoria
  - 1 secondo posto

#### Coppa Europa - vittorie
| Data            | Località  | Paese  | Specialità |
| --------------- | --------- | ------ | ---------- |
| 27 gennaio 2014 | Sestriere | Italia | GS         |

Legenda:

GS = slalom gigante

### Campionati italiani
- 8 medaglie[18]:
  - 4 ori (slalom gigante nel 2014; slalom gigante, combinata nel 2019; slalom gigante nel 2021)
  - 1 argento (slalom gigante nel 2022)
  - 3 bronzi (slalom gigante nel 2015; combinata nel 2016; supergigante nel 2019)

### Campionati italiani giovani
- 5 medaglie:
  - 3 ori (discesa libera nel 2015, supercombinata nel 2015 e nel 2016)
  - 2 argenti (supergigante nel 2015, discesa libera nel 2016)
  - 1 bronzo (slalom speciale nel 2016)

### Campionati italiani aspiranti
- Campionessa italiana aspiranti di slalom gigante nel 2012
- Campionessa italiana aspiranti di supergigante nel 2012
- Campionessa italiana aspiranti di discesa libera nel 2012[19]

## Statistiche

### Podi in Coppa del Mondo
| Stagione/Specialità | Discesa libera | Discesa libera | Discesa libera | Supergigante | Supergigante | Supergigante | Slalom gigante | Slalom gigante | Slalom gigante | Combinata | Combinata | Combinata | Slalom parallelo | Slalom parallelo | Slalom parallelo | Podi totali |
| ------------------- | -------------- | -------------- | -------------- | ------------ | ------------ | ------------ | -------------- | -------------- | -------------- | --------- | --------- | --------- | ---------------- | ---------------- | ---------------- | ----------- |
| Stagione/Specialità | 1º             | 2º             | 3º             | 1º           | 2º           | 3º           | 1º             | 2º             | 3º             | 1º        | 2º        | 3º        | 1º               | 2º               | 3º               | Podi totali |
| 2014                |                |                |                |              |              |              |                |                |                |           |           |           |                  |                  |                  | 0           |
| 2015                |                |                |                |              |              |              |                |                |                |           |           |           |                  |                  |                  | 0           |
| 2016                |                |                |                |              |              |              |                |                |                |           |           |           |                  |                  |                  | 0           |
| 2017                |                |                |                |              |              |              |                |                | 3              |           |           |           |                  |                  |                  | 3           |
| 2018                |                |                |                |              |              |              |                |                |                |           | 1         |           |                  |                  |                  | 1           |
| 2019                |                |                |                |              |              |              |                |                | 1              |           |           |           |                  |                  |                  | 1           |
| 2020                |                | 1              |                |              | 1            |              | 1              | 1              |                |           |           | 1         |                  |                  | 1                | 6           |
| 2021                |                |                |                |              | 1            |              | 4              |                | 1              |           |           |           |                  |                  |                  | 6           |
| 2022                |                |                |                |              |              |              |                | 2              | 2              |           |           |           |                  |                  |                  | 4           |
| 2023                |                |                |                |              |              | 2            | 1              | 2              | 2              |           |           |           |                  |                  |                  | 7           |
| 2024                | 1              |                |                |              |              | 1            |                |                |                |           |           |           |                  |                  |                  | 2           |
| Totale              | 1              | 1              |                |              | 2            | 3            | 6              | 5              | 9              |           | 1         | 1         |                  |                  | 1                | 30          |
| Totale              | 2              | 2              | 2              | 5            | 5            | 5            | 20             | 20             | 20             | 2         | 2         | 2         | 1                | 1                | 1                | 30          |